# Карабеловка (Винницкая область)
Карабеловка (укр. Карабелівка) — село в Тепликском районе Винницкой области Украины.
Код КОАТУУ — 0523787005. Население по переписи 2001 года составляет 630 человек. Почтовый индекс — 23816. Телефонный код — 4353.
Занимает площадь 0,147 км².

## Адрес местного совета
23814, Винницкая область, Теплицкий р-н, с. Степановка, ул. Ленина, 20, тел. 2-71-43, 2-74-42